# 南一笼鸡
南一笼鸡（学名：Strobilanthes henryi）是爵床科紫云菜属的植物，为中国的特有植物。分布于中国大陆的重庆、江西、四川、广西、云南、广东、贵州、湖北、香港等地，生长于海拔1,000米至2,200米的地区，多生于山坡，目前尚未由人工引种栽培。

## 异名
- Gutzlaffia henryi (Hemsl.) C. B. Clarke ex S. Moore
- Gutzlaffia yunnanensis C. B. Clarke